# 林肯 (北达科他州)
林肯（英語：Lincoln），是美国北达科他州下属的一座城市。根据2010年美国人口普查，该市有人口2,406人。2011年估计该市有人口2,462人，相对于2010年，增长率为2.33%。